# Louisiana State Penitentiary

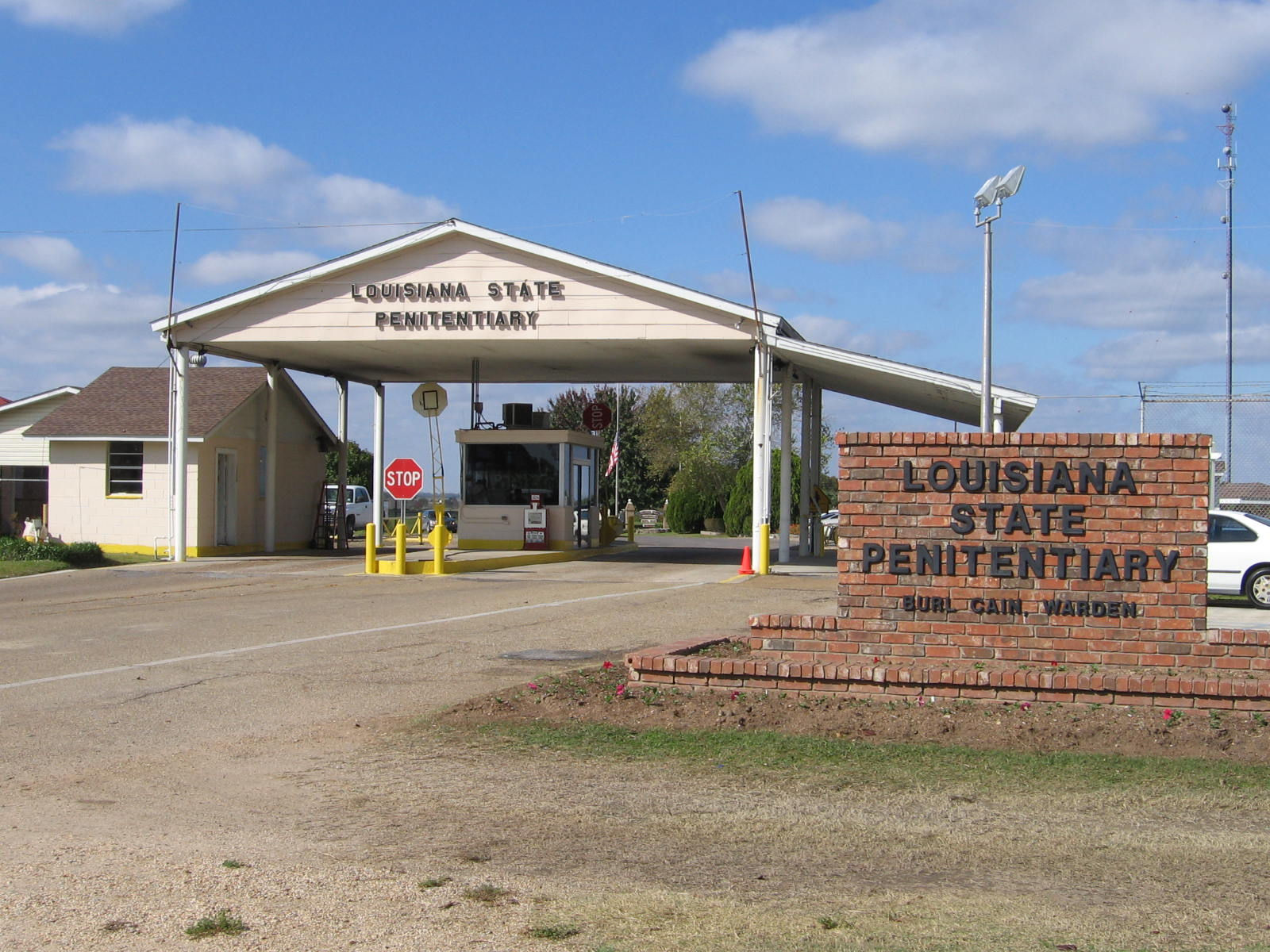
Louisiana State Penitentiary

Louisiana State Penitentiary (LSP, även kallat Angola och smeknamnet Söderns Alcatraz samt Farmen) är ett fängelseområde i Louisiana som drivs av Louisiana Department of Public Safety & Corrections. Det är USA:s största högsäkerhetsfängelse med 5 000 fångar och 1 800 personer ur personalen. Fängelset är beläget på 73 kvadratkilometer som tidigare tillhörde Angola och på andra plantager, ägda av Isaac Franklin i kommunfria West Feliciana Parish nära delstatsgränsen till Mississippi. Fängelset ligger vid slutet av Louisiana Highway 66 cirka 35 kilometer nordväst om St. Francisville. I delstaten Louisiana används både namnen "Louisiana State Penitentiary" och "Angola".
Fängelset gränsar till tre sidor av Mississippifloden. Här finns delstatens dödsceller för män och avrättningskammaren.

### Fotnoter
1. ↑  Oshinsky, David. "The View From Inside." The New York Times. 11 juni 2010. Läst 24 augusti 2010.
2. ↑  Leeper, Clare d'Artois. Angola." Louisiana Places: a Collection of the Columns from the Baton Rouge Sunday Advocate, 1960-1974. Legacy Publishing Company, 1976. Läst 24 september 2011. "Angola (West Feliciana) är namnet på fängelsets postkontor."